# Hans Gasser (Politiker, 1902)
Hans Gasser (* 24. Juni 1902 in Lungern; † 20. Dezember 1985) war ein Schweizer Politiker (katholisch-konservativ) und Unternehmer.

## Leben
Gasser war der Sohn von Franz Gasser, Inhaber einer Zimmerei, und der Marie Gasser, geb. Ming. Er absolvierte eine Zimmermannslehre und heiratete Hedwig Vogler. Gasser galt als ein innovativer Fachmann im Chaletbau und war ab 1958 Direktor und Präsident der Holzbau AG in Lungern. Er ist der Vater von Hans-Heini und Albert Gasser und Grossvater von Luke Gasser.

## Politik
Gasser war von 1933 bis 1947 im Teilenrat in Lungern-Dorf, den er von 1945 bis 147 präsidierte und von 1944 bis 1952 war er Bürgergemeinderat und Einwohnergemeinderat von Lungern (1950–1952 Präsident). Es war von 1952 bis 1964 Regierungsrat des Kantons Obwalden, wo er als Baudirektor wirkte, ebenso wie zuvor sein Bruder Franz Gasser und später sein Sohn Hans-Heini Gasser. 1960 und 1962 war er Landammann. Schwerpunkte seiner Arbeit als Baudirektor waren das Obwaldner Baugesetz, der Bau des Melchsee-Frutt-Kraftwerks Hugschwendi, der Kantonsspitalausbau und Wildbachverbauungen. Von 1959 bis 1972 war er Verwaltungsrat des Elektrizitätswerks Obwalden und von 1960 bis 1972 der Obwaldner Kantonalbank. An der Landsgemeinde 1964 trat er aus gesundheitlichen Gründen als Regierungsrat zurück. Von 1963 bis 1971 war er Schweizer Nationalrat. In diesem Amt setzte er sich für eine mittelständische Wirtschaftspolitik und die Berggebiete ein.